# Rusín
Rusín (německy Rausen) je pohraniční obec ležící v okrese Bruntál v Moravskoslezském kraji, asi 6 km jižně od Osoblahy. Má 141 obyvatel.

## Poloha
Obec Rusín sousedí na severovýchodě, východě a jihu s Polskem (gmina Głubczyce), na západě se Slezskými Rudolticemi a na severozápadě s Bohušovem. Od okresního města Bruntál je vzdálena 31,5 km a od krajského města Ostrava 57,5 km.
Geomorfologicky patří Rusín k celku Opavská pahorkatina, podcelek Osoblažská nížina; jen nejzápadnější část (Hrozová patří k Zlatohorské vrchovině, podcelek Jindřichovská pahorkatina. Nejvyšším bodem je Rusínský kopec nad vsí (314 m n. m.).
Území Rusína patří do povodí Odry, resp. řeky Osoblahy. Hlavním tokem obce je potok Hrozová (polsky potok Grozowy, německy Große Bach) tekoucí přibližně z jihu na sever, který dále pokračuje do Bohušova, kde ústí do Osoblahy. Potok Hrozová tvoří v nejjižnější části obce také státní hranici a posléze hranici katastrů místních částí Rusín a Hrozová. V poli za Rusínem pramení též Matějovický potok (polsky Maciejowicki Potok), který dále protéká osadou Kwiatoniów na území Polska a opět na českém území Matějovicemi, načež se vlévá do Hrozové.
Území obce pokrývá z 88,5 % zemědělská půda (83,5 % orná půda, 3,5 % louky a pastviny), z 5,5 % les a z 5,5 % zastavěné a ostatní (např. průmyslové) plochy.

## Části obce
- Rusín (k. ú. Rusín)
- Hrozová (k. ú. Hrozová)
- Matějovice (k. ú. Matějovice)

## Názvy existujících a zaniklých částí
- Česky Rusín, německy Rausen, polsky Rusyn (nesprávně "Rusin").
- Česky Hrozová (též Hrazová)[5]), německy Grosse, polsky Hrozowa, Grozowa, latinsky Grosovia.
- Česky Matějovice, německy Matzdorf, polsky Maciejowice.
  - Česky Matějovický Mlýn, německy Matzdorfer Mühle.
  - Česky Mincerka, německy Münzerei.

## Historie
První písemná zmínka o obci pochází z roku 1262.
Výraznou roli v dějinách vesnice v 18. a 19. století hrál rod Peschke, který se zde usadil roku 1759. Šlo o etnicky německou rodinu z Čech. Uvádějí se zde následující rychtáři: roku 1767 Florián Peschke, roku 1793 František Peschke, roku 1826 Arnošt Peschke a roku 1861 Arnošt Peschke mladší (poslanec Moravského zemského sněmu). Pak tu byl majitelem Arthur Peschke a následně do roku 1929 jeho syn Felix. Pak byla majitelkou vdova po Felixovi Anna a posledním majitelem byl nezletilý syn Guntram. Rychta patřila rodině až do roku 1945.

### Vývoj počtu obyvatel
Počet obyvatel celé obce Rusín podle sčítání nebo jiných úředních záznamů:
| Rok            | 1869 | 1880 | 1890 | 1900 | 1910 | 1921 | 1930 | 1950 | 1961 | 1970 | 1980 | 1991 | 2001 |
| -------------- | ---- | ---- | ---- | ---- | ---- | ---- | ---- | ---- | ---- | ---- | ---- | ---- | ---- |
| Počet obyvatel | 1246 | 1217 | 1142 | 1072 | 943  | 924  | 886  | 467  | 385  | 318  | 242  | 174  | 147  |

1. ↑  z toho: 12 Čechoslováků, 830 Němců; 882 řím. kat., 2 evang., 2 bez vyzn.
2. ↑  z toho: 133 Čechů, Moravanů a Slezanů, 8 Slováků, 4 Němci; 37 řím. kat., 101 bez vyzn.

V celé obci Rusín je evidováno 104 adres, vesměs čísla popisná (trvalé objekty). Při sčítání lidu roku 2001 zde bylo napočteno 94 domů, z toho 41 trvale obydlených.
Počet obyvatel samotného Rusína podle sčítání nebo jiných úředních záznamů:
| Rok            | 1869 | 1880 | 1890 | 1900 | 1910 | 1921 | 1930 | 1950 | 1961 | 1970 | 1980 | 1991 | 2001 |
| -------------- | ---- | ---- | ---- | ---- | ---- | ---- | ---- | ---- | ---- | ---- | ---- | ---- | ---- |
| Počet obyvatel | 507  | 454  | 426  | 429  | 378  | 374  | 362  | 174  | 202  | 205  | 168  | 139  | 111  |

1. ↑  z toho: 9 Čechoslováků, 328 Němců; 360 řím. kat., 2 bez vyzn.

V samotném Rusíně je evidováno 48 adres. Při sčítání lidu roku 2001 zde bylo napočteno 43 domů, z toho 26 trvale obydlených.

## Doprava
Ve vsi se nachází silniční hraniční přechody do Polska: Rusín - Gadzowice a Matějovice - Tarnkowa.

## Pamětihodnosti
- Venkovský dům čp. 39
- Úzkorozchodná železniční trať Třemešná ve Slezsku - Osoblaha

## Osobnosti
- Ernst Peschke (1832–???), majitel dědičné rychty, obecní starosta, zemský poslanec
- Arthur Peschke (1860–1929), majitel dědičné rychty, zemský poslanec

## Galerie

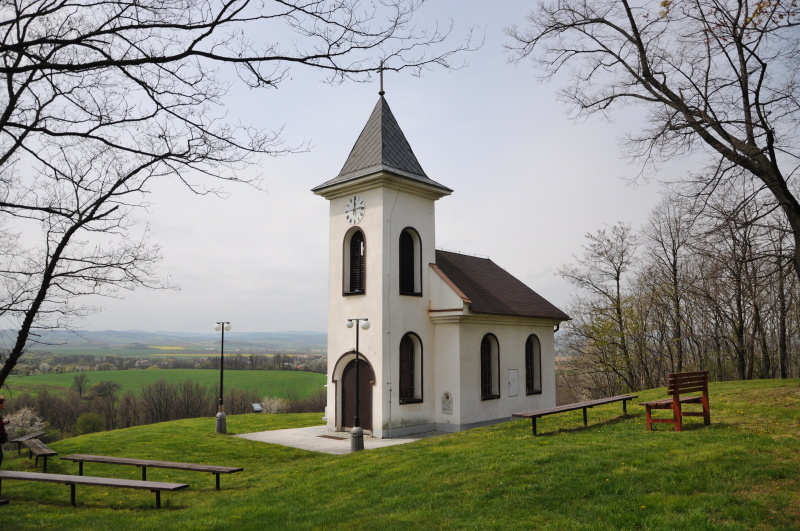
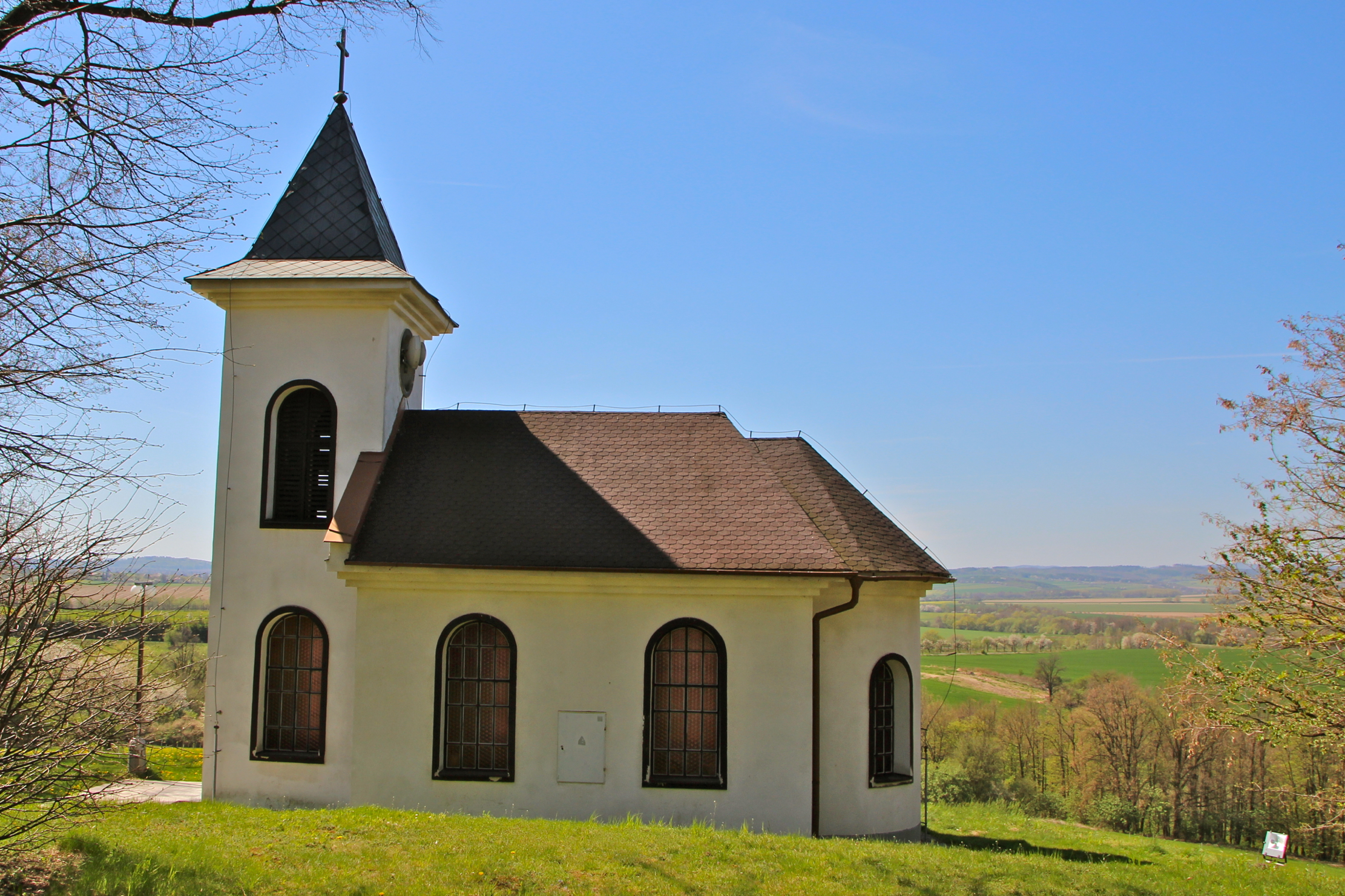
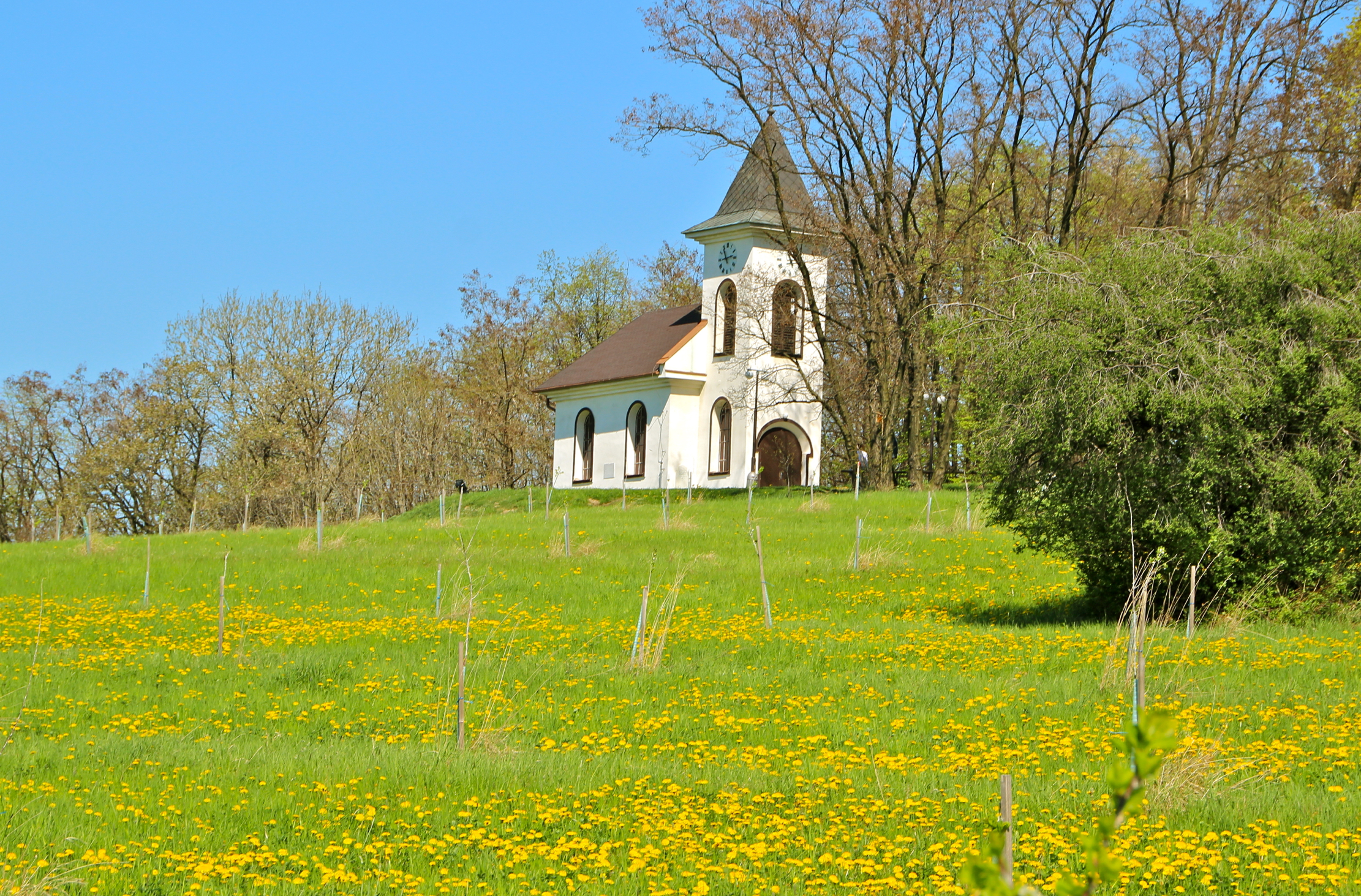